# معقل الممالك
معقل الممالك ( بالإنجليزية : Stronghold Kingdoms  ، نقرحة : سترونج هولد كينجدومز) هي عبارة عن لعبة فيديو إستراتيجية في الوقت الحقيقي متعددة اللاعبين عبر الإنترنت تدور قصة اللعبة حول بناء قلعة أو حصن في العصور الوسطى . تم تطوير اللعبة بواسطة فايرفلاي ستوديوز و مستندة  إلى نفس قصة سلسلة ألعاب سترونج هولد الناجحة تجاريًا و المشهورة. بدأت شركة فايرفلاي ستوديوز تطوير لعبة سترونج هولد كينجدومز في عام 2007 باعتبارها أول دخول لها في نوع الالعاب المتعددة اللاعبين على الإنترنت .

## التطوير
بدأ شركة فاير فلاي ستوديوز في العمل على اللعبة مع فريق صغير من المطورين في عام 2007 ،  و بدأت بأطلاق المرحلة التجريبية المبكرة من اللعبة في بداية عام 2009، وبعدها تمكن المختبرون من اللعب في بيئة مغلقة لأول مرة. بدأ الاختبار التجريبي الأول في عام 2009 و الذي فتح لـ 150 لاعبًا. و في نوفمبر 2010، تم إطلاق نسخة تجريبية مفتوحة لمدة عامين تقريبًا حتى تم إصدار اللعبة رسميًا في 17 أكتوبر 2012 عندما حققت نجاحًا كبيرًا .

## استقبال
حصلت لعبة سترونج هولد كينجدومز على تقييم 75 على موقع ميتاكريتيك  ، مما يشير إلى مراجعات إيجابية بشكل عام.
بينما قيم ستراتجي أنفورمير Strategy Informer اللعبة بـ 85 درجة من 100، ووصفها المُراجع إيمانويل براون بأنها " مهمة مُنجزة ببراعة " وقال " في الغالب ، لقد نجحوا ( أي صناع اللعبة ) تمامًا". أشادت مراجعة جيمينج إكس بي  Gaming XP بكيفية "تنفيذ تنسيق سترونج هولد الكلاسيكي بشكل جيد للغاية لهذه اللعبة متعددة اللاعبين عبر الإنترنت ".

## روابط خارجية
- الموقع الرسمي
- صفحة اللعبة على موقع فايرفلاي ستوديوز